# Molise Greco Bianco
Il Molise Greco Bianco è un vino DOC la cui produzione è consentita nelle province di  Campobasso e  Isernia.

## Caratteristiche organolettiche
- colore: bianco paglierino, più o meno intenso
- odore: delicato, gradevole, caratteristico
- sapore: secco, intenso armonico

## Abbinamenti gastronomici
Si consiglia con piatti a base di pesce e con gli antipasti:
- bagnet verd: acciughe dissalate in salsa verde[2]
- acciughe sotto sale, dissalate e poste sott'olio
- pasta d'acciughe

## Produzione
Provincia, stagione, volume in ettolitri
- nessun dato disponibile